# Sisi (Fernsehserie)
Sisi ist eine von Story House Pictures produzierte Fernsehserie von Robert Krause, Andreas Gutzeit und Sven Bohse mit Dominique Devenport als Elisabeth von Österreich-Ungarn und Jannik Schümann als Franz Joseph I.
Premiere war am 11. Oktober 2021 am Canneseries-Festival in Cannes. Im deutschsprachigen TV erfolgten die Erstausstrahlungen am 28. – 30. Dezember 2021 (Staffel 1) und 27. – 28. Dezember 2022 (Staffel 2). Im Februar 2023 wurde eine Verlängerung um eine dritte Staffel bekannt. Die Erstausstrahlung der dritten Staffel im ORF und auf RTL war am 27. und 28. Dezember 2023.

## Handlung

### Erste Staffel
Die erste Staffel behandelt mit großen erzählerischen Freiheiten die Lebensgeschichte von Elisabeth von Österreich-Ungarn, genannt „Sisi“, in den 1850er- und 1860er-Jahren.
Schon im Teenager-Alter verliebt sich die Prinzessin in Franz Joseph I., den sie heiratet. Sie entwickelt sich vom unbekümmerten Mädchen zur selbstbewussten Kaiserin. Auf diesem Weg muss sie mit Verlusten umgehen und schwere Entscheidungen treffen.

#### Folge 1
Sisi, die Tochter von Herzogin Ludovica und Herzog Max in Bayern, wächst naturverbunden und unbekümmert mit ihren Geschwistern in Possenhofen am Starnberger See auf. Der junge österreichische Kaiser Franz Joseph schlägt in Arad mit seinen Truppen brutal einen Aufstand der Ungarn nieder, die mehr Unabhängigkeit und ein eigenes Parlament fordern.
Sisis ältere Schwester Helene soll Franz Joseph heiraten und Kaiserin von Österreich werden. Sisi fährt nur widerwillig und zum Trotz in Schwarz gekleidet mit nach Bad Ischl zur Verlobung von Helene und Franz Joseph. Während Erzherzogin Sophie und Ludovica bereits die Verlobung und den Nachwuchs planen, werden Sisi und Franz beim Ausritt im Wald von Aufständischen angegriffen. Franz gelingt es mit Hilfe seines Adjutanten Grünne, Sisi und sich in Sicherheit zu bringen.
Um zum Ball gehen zu können, bittet Sisi die Erzherzogin Sophie um ein anderes Kleid. Vor Beginn der offiziellen Zeremonie eröffnet der Kaiser Sisi, dass sie ihm egal sei und er deshalb Helene heiraten werde. Zum Cotillon reicht er allerdings Sisi den Blumenstrauß, der die Verlobung besiegelt.

#### Folge 2
Ludovica bittet Helene, Sisi auf das strenge Hofzeremoniell, die Hochzeit und die Ehe mit Franz Joseph vorzubereiten. Außerdem soll Helene sich ihrem Schicksal fügen, von Franz nicht auserwählt worden zu sein.
Franz verwöhnt Sisi einerseits mit Geschenken, warnt sie aber andererseits vor dem Hofstaat und dem Zeremoniell. Zwischen Herzog Max und Franz kommt es wegen seines Regimes zum Streit. Außerdem weigert Max sich zunächst, zur Hochzeit nach Wien mitzukommen, weil Franz allem entgegensteht, für das er sein Leben lang eingetreten ist und das er Sisi mitzugeben versucht hat.
In einem Bordell vergnügt sich Franz Joseph mit der Prostituierten Fanny. Sisi beobachtet den Kaiser beim Verlassen des Etablissements und nimmt Kontakt mit Fanny auf, um sich Ratschläge zu holen. Daraufhin stellt Sisi ihrer Mutter Ludovica die Prostituierte unter dem falschen Namen Gräfin Franziska von Lotty als ihre Kammerzofe vor. Obwohl Max Sisi von der Hochzeit mit Franz abrät, entscheidet Sisi sich dafür. Im Anschluss an die Hochzeit in Wien werden Sisi und Fanny von Protest und Anfeindungen der Monarchiegegner empfangen.

#### Folge 3
In der Hochzeitsnacht lässt Franz Sisi unberührt und täuscht ihre Entjungferung mit einem Fleck seines eigenen Bluts vor, um den Erwartungen des strengen Hofstaats zu entsprechen. Nachdem die Gouvernante Gräfin Esterházy die falsche Identität von Fanny aufgedeckt hat, besteht Sisi darauf, dass Fanny am Hof bleibt. Allerdings kann Sisi ihren Willen nicht durchsetzen und Fanny wird verbannt.
Ihre Flitterwochen verbringen Sisi und Franz in Laxenburg, wo sie die Zeit unter anderem mit einem gemeinsamen Ausritt verbringen. Dort besteht Gräfin Esterházy darauf, Sisi auf den in drei Tagen stattfindenden Empfang der Kronländer vorzubereiten. Franz erhält währenddessen eine Nachricht und kehrt, ohne Sisi zu informieren, nach Wien zurück, Sisi folgt ihm später nach. Als sie Franz an der Bestrafung aufsässiger Soldaten hindert, fühlt dieser sich vor dem gesamten Offizierskorps brüskiert und teilt ihr mit, dass er sich nicht vor ihr rechtfertigen müsse.
Auf dem Empfang der Kronländer wird Sisi vom Volk jubelnd empfangen. Dort überrascht Sisi, die durch ihren ungarischen Hauslehrer dessen Sprache gelernt hat, mit ihren Sprachkenntnissen. Der Leiter der ungarischen Delegation bittet Franz um die Begnadigung der gefangenen ungarischen Aufständischen. Franz gibt diesem Wunsch statt und ist ebenfalls von Sisi beeindruckt.

#### Folge 4
Erzherzogin Sophie befürchtet, dass die Begnadigung der Revolutionäre Franz als Schwäche ausgelegt wird. Sisi hat inzwischen Franz überredet, seinen ehelichen Pflichten nachzukommen, und möchte so schnell wie möglich schwanger werden. Sie macht Fanny ausfindig und sucht sie inkognito auf, um sich Ratschläge zu holen. Bald wird Sisi schwanger, und um sie zu schonen, vergnügt Franz sich mit einer Mätresse. Nach einem weiteren Besuch bei Fanny wird Sisi auf dem Kohlmarkt als Kaiserin erkannt und vom Volk umringt. Nach ihrer Rückkehr weist Erzherzogin Sophie Sisi streng zurecht.
Franz denkt nach einem Überfall in der Lombardei durch Partisanen über einen Kampf nach, sein Adjutant Graf Grünne rät allerdings davon ab. Gräfin Esterházy vermittelt Sisi ein geheimes Treffen mit Graf Andrássy, der Sisi bewegen möchte, zu einem dauerhaften Frieden in Ungarn zu verhelfen. Andrássy fordert ein Ende der Unterdrückung der Ungarn durch den Kaiser und dessen Truppen sowie Würde und Selbstbestimmung für sein Volk. Er übergibt Sisi einen Brief an den Kaiser.
Sisi bringt mit Sophie nicht den ersehnten männlichen Thronfolger zur Welt. Während der Taufe wird ein Attentat auf Franz verübt, bei dem dieser mit einem Messer am Hals verletzt wird.

#### Folge 5
Der Kaiser hat das Attentat in der Kirche überlebt; bei dem Attentäter handelt es sich um einen Ungarn. Nach seiner Genesung zieht Franz in den Krieg in die Lombardei. Sisi versorgt währenddessen Verwundete in einem Militärspital in Laxenburg, wo auch Graf Grünne schwer verwundet eingeliefert wird und sein Unterarm teilweise amputiert werden muss.
Später reist Elisabeth selbst nach Solferino zu ihrem Ehemann, der den Krieg zu verlieren droht. Dort überreicht sie ihm den Brief, den sie für ihn von Graf Andrássy erhalten hatte und den Franz zerreißt. Nachdem er erfährt, dass Sisi erneut schwanger ist, verdächtigt er Andrássy, der Vater des Kindes zu sein. Mit Gisela bringt Elisabeth ihre zweite Tochter zur Welt.
Schließlich entscheidet sich der Kaiser doch, Andrássy bei einem Empfang in Buda zu treffen, wohin ihn Sisi begleitet und wo sie als Dolmetscherin fungiert. Franz gibt dort die Begnadigung der Aufständischen bekannt und unterzeichnet einen Friedensvertrag mit den Ungarn. Auf dem Empfang wird der Attentäter erneut gesichtet, dieser wird jedoch von Graf Andrássy überwältigt und getötet. Bald darauf erhält das Kaiserpaar die Nachricht, dass es ihrer Tochter Sophie schlecht geht.

#### Folge 6
Nach dem Tod der kleinen Prinzessin Sophie bringt Sisi diese zur Beisetzung zurück nach Wien. Während Elisabeth trauert, alle ihre Kleider verbrennen lässt und fortan nur mehr schwarz trägt, stürzt Franz sich in die Arbeit. Nicht zuletzt, weil Napoleon III. die Gebiete der Habsburger in Oberitalien für sich beansprucht.
Graf Grünne hegt aufgrund eines Amulettes den Verdacht, dass der Attentäter in Kontakt mit Fanny stand, bei der dasselbe Amulett gesehen wurde. Grünne teilt Sisi diesen Verdacht mit, diese gibt daraufhin Gisela in die Obhut ihrer Schwiegermutter Erzherzogin Sophie. Fanny wird von den Wachen abgeführt und am Galgen erhängt. Vor ihrem Tod bittet Fanny Sisi, sich um ihre Tochter Marie zu kümmern.
In Laxenburg erwischt Sisi Franz in flagranti mit einer Mätresse und ersucht ihn, den Krieg zu beenden und mit Napoleon zu verhandeln. Außerdem bittet sie ihre Mutter Ludovica um Hilfe, der Deutsche Bund soll den Kaiser in den Verhandlungen mit Napoleon unterstützen. Bei den Verhandlungen droht Sisi Napoleon damit, nötigenfalls die Truppen des Deutschen Bundes gegen ihn einzusetzen.
Nachdem Grünne Marie ausfindig macht, nimmt Sisi diese in ihre Obhut.

### Zweite Staffel

#### Folge 7
Sisi bringt mit Rudolf von Österreich-Ungarn den lange erhofften Thronfolger zur Welt. Marie, die Tochter von Fanny, wird zum Missfallen von Sophie am Hof aufgenommen, und beginnt Fragen zum Tod ihrer Mutter zu stellen. Sophie behauptet, dass Fanny krank war.
Otto von Bismarck beansprucht von Franz Joseph die Führung im Deutschen Bund. Der Kaiser möchte einen Krieg mit Preußen verhindern und reist daher gemeinsam mit seiner Frau nach Biarritz, um sich mit Napoleon III. zu treffen. Während Sisi Eugénie de Montijo, die Frau von Napoleon, auf ihre Seite ziehen soll, ersucht Franz Joseph Napoleon um Unterstützung gegen Bismarck. Allerdings hatte Bismarck Napoleon bereits kurz zuvor um Neutralität in diesem Konflikt gebeten.
In Biarritz trifft die Kaiserin auch auf Graf Gyula Andrássy. Napoleon gewährt Franz Joseph Hilfe in Form eines Kredites der französischen Nationalbank. Außerdem erfährt Franz Joseph von Napoleon, dass sich Bismarck auch mit Graf Andrássy getroffen hatte. Nachdem Andrássy mittlerweile bereits aus Biarritz abgereist ist, sendet Franz Joseph seine Frau nach Ungarn, um mit Andrássy zu sprechen.

#### Folge 8
Während Bismarck Waffenlieferungen nach Ungarn vorbereitet, reist Sisi in Begleitung von Gräfin Esterházy dorthin, um sich mit Andrássy zu treffen. Sisi möchte einen Krieg gegen Preußen verhindern. Andrássy gesteht ihr, dass Bismarck in Biarritz versucht hatte, Ungarn auf die Seite Preußens zu ziehen, indem er ihnen moderne Waffen versprochen hatte. Außerdem konfrontiert er die Kaiserin mit der Armut der ungarischen Bevölkerung, für die er Österreich eine Mitschuld gibt. Sisi verspricht Andrássy 20 Millionen Gulden als Soforthilfe, um die allergrößte Not zu lindern.
Nachdem Fannys Tochter Marie ein Bett in Brand gesetzt hat und nach ihrer Mutter gerufen hatte, möchte Sophie sie des Hofes verweisen, Franz entscheidet sich jedoch dagegen. Vom Waffenhändler erfährt Franz Joseph, dass dieser 30.000 Stück eines von ihm vorgeführten schnell ladbaren Gewehres an Preußen geliefert hat.
Aus Bayern erhält Franz Joseph die Nachricht, dass König Ludwig sein Ansuchen abgewiesen hat und er dessen Eisenbahn für Truppentransporte nicht nutzen darf. Franz Joseph plant daher, nach Bayern zu fahren, um mit seinem Schwiegervater Max zu sprechen, damit er König Ludwig umstimmt. Bei einem Fest auf Andrássys Anwesen gerät Sisi in einen Hinterhalt.

#### Folge 9
In Ungarn werden Sisi und Andrássy von Aufständischen unter Führung von Ödön Körtek entführt, über Gräfin Esterházy wird das österreichische Militär von dem Vorfall informiert. Körtek wurde mit Waffenlieferungen von Bismarck unterstützt. Sisi verspricht, auch Körtek mit einer Soforthilfe zu unterstützen, Körtek scheint jedoch nicht interessiert und erkennt nur die Stephanskrone an.
Franz Joseph reist zu seinem Schwiegervater Max nach Possenhofen. Von Marie erfährt er, dass Sisi sich bei Hofe wie in einem zu eng geschnürten Korsett fühle, an dem sie bald ersticken werde. Max verweigert Franz Joseph zunächst die Unterstützung, denn er möchte ihm nicht dabei helfen, einen Krieg zu führen. Nachdem Herzogin Helene ihrem Vater ins Gewissen redet, fährt Max nach München zu König Ludwig, um diesen umzustimmen, damit Franz Joseph dessen Unterstützung doch noch erhält, was ihm auch gelingt.
Währenddessen versuchen Graf Grünne und Gräfin Esterházy, die Kaiserin aus den Fängen der Rebellen zu befreien.

#### Folge 10
Sisi und Andrássy gelingt die Flucht aus der Gefangenschaft der Rebellen, gemeinsam reisen sie nach Wien. Bismarck beharrt auf seinen Forderungen, bei Nichterfüllung werde er 260.000 Mann gegen Österreich in den Krieg schicken.
Elisabeth befürchtet Ungarn zu verlieren, sofern diese nicht von Franz ein eigenes Parlament erhalten. Außerdem berichtet Sisi von ihrer Entführung und der zweitägigen Gefangenschaft, über die Franz auf Anweisung von Sophie nicht informiert wurde. Franz erklärt, über die Forderungen von Andrássy nachzudenken.
Marie drängt Elisabeth weiter, die Wahrheit über den Tod ihrer Mutter Fanny zu erfahren. Von Marie erfährt Franz von einem Kuss zwischen der Kaiserin und Graf Andrássy, Marie hatte zuvor ein diesbezügliches Gespräch zwischen den beiden belauscht.

#### Folge 11
In einem Anfall von Eifersucht jagt Franz Andrássy vom Hof. Der Kaiser geht auf Andrássys Forderungen nicht ein und erklärt Bismarck den Krieg. Franz zieht selbst mit in die Schlacht. Elisabeth gesteht Marie, dass deren Mutter mit Rebellen in Kontakt stand und deswegen zum Tod durch den Strang verurteilt und hingerichtet wurde. Marie flieht daraufhin zu Franz an die Front.
In Ungarn kommt es zu einer Abstimmung zwischen Graf Andrássy und den Aufständischen unter Rebellenführer Ödön Körtek, auf welcher Seite sie im Krieg zwischen Preußen und Österreich stehen wollen. Während Andrássy die Unterstützung der Kaiserin hinsichtlich mehr Unabhängigkeit und eines eigenen Parlaments ins Treffen bringt, gibt Körtek Bismarck den Vorzug.
In Wien droht die Ausbreitung der Cholera, Elisabeth erlässt eine Order an die Bevölkerung, das Wasser vor dem Trinken abzukochen, nachdem John Snow damit in London Erfolge erzielen konnte. Im Krieg gegen Preußen erhält die österreichische Armee unerwartete Unterstützung der Ungarn, dabei wird Graf Andrássy verletzt, der anschließend in ein Lazarett nach Wien gebracht wird. Sisi und Andrássy verbringen eine leidenschaftliche gemeinsame Nacht.
Nachdem in Königgrätz die entscheidende Schlacht zwischen Österreich und den Preußen bevorsteht, fährt Sisi mit ihrer Mutter Herzogin Ludovica zu Bismarck, um mit ihm zu verhandeln. Sisi argumentiert mit der finanziellen Unterstützung Napoleons und wünscht eine Lösung abseits des Schlachtfeldes. Außerdem erhält Bismarck von ihr ein Schreiben mit Informationen.

#### Folge 12
Die Schlacht bei Königgrätz wird zugunsten der Preußen entschieden, Österreich verliert den Krieg, es wird von 15.000 Toten berichtet. Franz kehrt angeschlagen nach Wien zurück. Nach der Niederlage verlässt Österreich den Deutschen Bund.
Der Kaiser erklärt sich bereit, Ungarn mehr Unabhängigkeit zu gewähren. Mit einer Vollmacht ausgestattet reist Elisabeth gemeinsam mit Gräfin Esterházy nach Buda, um dem Landtag das Angebot einer Doppelmonarchie mit besonderen Rechten für Ungarn zu unterbreiten. Die Mehrheit entscheidet sich, das Angebot anzunehmen. Als Bedingung wird genannt, dass Franz mit der Stephanskrone zum König gekrönt werden muss.
Von Franz Joseph erhält Napoleon den Rückzahlungsplan für seine Schulden. In Ungarn trifft Sisi auf den von der Cholera gezeichneten Rebellenführer Körtek. Er verlangt von ihr einen Kuss, um seine Zustimmung zu den kaiserlichen Plänen bezüglich der Doppelmonarchie zu erhalten. Sisi gewährt ihm diesen Wunsch. Im Gegenzug dazu verrät Körtek ihr, wo die Stephanskrone versteckt ist. In der Folge erkrankt Sisi selbst an der Cholera, wird aber wieder gesund. Franz entbindet Sisi von allen Pflichten und wird zum König von Ungarn gekrönt.

### Dritte Staffel

#### Folge 13
In Frankreich wird die Republik ausgerufen, Napoleon III. muss fliehen. Franz sorgt sich, dass sich die Ereignisse auf Wien ausweiten könnten und beschließt daher gegen Sisis Willen, dass Kronprinz Rudolf von Österreich-Ungarn, der seinen neunten Geburtstag feiert, früher als ursprünglich mit Sisi vereinbart, eine militärische Ausbildung beginnen soll.
Im Zuge der Bauarbeiten zur Weltausstellung 1873 kommt es im Prater zu Unruhen unter den Arbeitern, die neben mehr Lohn die versprochene warme Mahlzeit fordern. Laut Unternehmer Freiherr von Wertheim haben sich die Materialkosten allerdings verdoppelt. Franz verspricht ihm mehr Soldaten. Außerdem beauftragt er seinen Adjutanten, sich inkognito unter die Arbeiter zu mischen, um mehr über deren Pläne herauszufinden.

#### Folge 14
Sisi beschließt, ihren Sohn aus der Kaserne zu entführen und mit ihm zu fliehen. Sie hinterlässt Franz einen Brief, wonach sie erst wieder zurückkehrt, wenn er ihr die Erziehung von Rudolf überlässt. Als Signal, dass er dazu bereit ist, möchte sie den Abdruck eines Gedichtes von Heinrich Heine in der Zeitung. Ihre Tochter Gisela lässt sie in der Obhut von Gräfin Esterházy. Auf der Flucht vor Franz und seinen Suchtrupps treffen Rudolf und Sisi in einem Lokal an der Stadtgrenze auf die französische Fotografin Alma, die ihr ihre Unterstützung anbietet. Mit ihr reisen sie in einer Pferdekutsche Richtung Marseille.
Währenddessen kommt es bei den Bauarbeiten zur Weltausstellung zu einem Unfall, einer der Arbeiter stürzt vor Schwäche vom Baugerüst. Unternehmer Freiherr von Wertheim droht den Arbeitern mit seinem Schutz durch die Krone und dem Militär, sollten sie nicht wie geplant weiterarbeiten. In der darauffolgenden Nacht kommt es zu Ausschreitungen durch die Arbeiter. Franz ordnet daraufhin an, dass die Hofküche die Verpflegung der Arbeiter übernehmen soll.
Ein Fest soll die aufgeheizte Stimmung unter den Arbeitern beruhigen. Seinen Adjutanten beauftragt Franz, eine Hundertschaft von Soldaten in Zivil unter die Arbeiter zu mischen und den Anführer der Aufständischen ausfindig zu machen. Außerdem lässt er wegen Sisis Flucht Patrouillen an den Grenzen zu Bayern und Ungarn aufstellen. Albert, der Anführer der Arbeiterbewegung plant sich gegen die Soldaten zu bewaffnen und überfällt mit seinen Leuten einen der Militärtransporte.
Parallel dazu bereiten sich die Zofe Walli und der Arbeitersohn Gustav auf einen Diebeszug auf dem Hofball vor.

#### Folge 15
Sisi, Rudolf und Alma sind mittlerweile in Almas Heimat auf einer kleinen Insel in Südfrankreich angekommen. Almas Vater ist ein Kriegsinvalide aus Solferino, er gibt Sisi zunächst die Schuld an zahlreichen Toten und seiner Verletzung. Sisi kann ihn jedoch davon überzeugen, für den Frieden einzutreten.
Arbeiterführer Albert setzt die Bewaffnung der Arbeiter fort, indem er aus den Beständen des Militärs stiehlt. Während Bauarbeiten an der Rotunde werden zunächst zehn Arbeiter entlassen.
Nachdem Bismarck droht, sich mit Russland zu verbünden und damit eine Allianz gegen Österreich-Ungarn zu bilden, bittet Franz seine Mutter Erzherzogin Sophie um Unterstützung, um beim Zaren zu vermitteln. Sie verweigert allerdings zunächst ihre Hilfe, Franz bereitet sich auf einen möglichen Krieg vor, indem er Mittel für die Baustelle für die Weltausstellung abzieht und weitere Arbeiter entlassen werden.
Aufgrund der Abwesenheit von Sisi plant Franz den Hofball mit Zofe Walli zu eröffnen, die sich unter falschem Namen als Gräfin mit Gustav als ihrem angeblichen Verlobten auf dem Ball einschleicht. Kurz vor dem Tanz erscheint allerdings Erzherzogin Sophie, die ihm nun doch ihre Unterstützung beim Zaren zusagt. Franz eröffnet den Ball mit seiner Mutter.

#### Folge 16
Franz findet den Aufenthaltsort von Sisi heraus, nachdem ihr jemand heimlich aus Wien gefolgt war, und reist ihr nach Frankreich nach. Nach einem leidenschaftlichen Wiedersehen verschwindet Franz heimlich mit Rudolf.
Erzherzogin Sophie lädt währenddessen den russischen Botschafter zu sich. Sie hofft, dass Zar Alexander II. und die Zarin zu einem von Franz veranstalteten Eröffnungsbankett anlässlich der Weltausstellung nach Wien kommen.
Fotografin Alma erzählt Sisi, dass sie wegen eines Tumors in ihrem Kopf in Wien war, der bald zu ihrer Erblindung führen könnte. Nach der Rückkehr von Franz mit Rudolf nach Wien beschließt Sisi, Alma nach Paris zu begleiten.
Wegen aufrührerischer Handlungen und illegalen Waffenbesitzes lässt Franz drei Arbeiter durch den Strang hinrichten. Walli wird von Franz zu sich eingeladen, die beiden verbringen eine leidenschaftliche Liebesnacht, während Sisi sich in Paris dem Absinth und Liebhabern hingibt. Schließlich erhält sie ein Telegramm ihrer Oberhofmeisterin, wonach Franz Rudolf aus der Armee genommen hat.

#### Folge 17
Sisi beschließt, nach Wien zurückzukehren, obwohl er das von ihr gewünschte Gedicht nicht abdrucken hat lassen. Das Verhältnis zwischen Franz und Sisi ist unterkühlt. Franz erklärt ihr, Rudolf nicht aus der Armee genommen zu haben weil, sondern obwohl sie es gefordert hat.
Nachdem Arbeiterführer Albert Rache für die drei gehenkten Arbeiter fordert, gibt Graf Grünne seine Deckung auf und rät ihm von Gewalt ab, nicht zuletzt, weil die Arbeiter gegenüber dem Militär zahlenmäßig unterlegen sind. Auch Grünne wünscht sich Änderungen im Reich, schlägt allerdings einen gemeinschaftlichen Streik der Arbeiter vor.
Aufgrund der Vermittlung von Erzherzogin Sophie hat der russische Zar sein Kommen für die Eröffnung der Weltausstellung angekündigt. Dort will Franz ein Bündnis mit ihm verhandeln. Hierfür legt der Zar einen Forderungskatalog vor, eine der Forderungen ist das gemeinsame Erobern der Krim für den Zaren.
Der Kaiser erfährt, dass Graf Grünne nunmehr gemeinsame Sache mit den aufständischen Arbeitern macht. Bei Grünnes Verhaftung wird Johann, der Vater von Albert, von den Soldaten erschossen. Albert sucht daraufhin seinen Bruder Gustav auf, der ihn in die Hofburg einschleusen soll, wo er am Kaiser Rache für den Tod des Vaters üben will. Falls Gustav und Walli ihm nicht helfen sollten, droht er Wallis Tochter im Waisenhaus etwas anzutun.
Franz versteht einerseits, dass das Volk hungert, andererseits muss er viel Geld für den Zaren aufwenden, um sein eigenes Reich zu retten. Dem Zaren unterbreiten Sisi und Franz den Vorschlag, ein Dreier-Bündnis mit Bismarck zu bilden. Walli schleust Albert in die Hofburg, die beiden werden von Rudolf entdeckt.

#### Folge 18
Wegen des Arbeiterstreiks fehlt auch bei Hof Personal, Franz serviert daher dem Zaren selbst eine Eierspeise.
Albert nimmt Rudolf als Geisel, in einem an den Kaiser gerichteten Schreiben fordert er das Leben des Kaisers gegen das Leben des Kindes. Sisi fängt den Brief ab, bevor ihn Franz lesen kann und macht sich selbst auf die Suche nach Rudolf. Gustav appelliert an seinen Bruder, die Forderungen der Arbeiter mit friedlichen Mitteln durchzusetzen. Nachdem ihm Franz das Erpresserschreiben zeigt, verrät ihm Graf Grünne den Ort, wo die Aufständischen ihre Waffen lagern und wo Franz den Erpresser vermutet.
Erzherzogin Sophie empfängt Reichskanzler Bismarck, während Sisi und Franz Rudolf ausfindig machen können, dabei aber von Albert entdeckt werden. Rudolf wird von Albert freigelassen, Albert nimmt stattdessen Franz und Sisi als Geiseln und legt vor deren Gefängnis ein Feuer. Bismarck wird zunehmend ungeduldig und droht mit der Abreise, nachdem von Franz jede Spur fehlt.
Graf Grünne erinnert Albert an die letzten Worte seines Vaters Johann, das Richtige zu tun. Grünne kann Sisi und Franz rechtzeitig aus dem brennenden Gefängnis befreien, Sisi und Franz können ihren Sohn in die Arme schließen. Kurz bevor Bismark aufbrechen möchte, erscheinen Sisi und Franz zu Verhandlungen.

### Vierte Staffel

#### Folge 19
Sisi hat einen Reitunfall auf Korfu, nachdem sie wieder aufwacht kann sie ihre Beine zunächst nicht mehr spüren. Sisi Bruder Ludwig, in der Familie „Louis“ genannt, hat sich mit der bürgerlichen Sängerin Henriette Mendel verlobt, von seinem Vater Max erhält er den Segen für die Beziehung mit Mendel. Als Max Nachricht von Sisis Unfall erhält, erleidet er auf Schloss Possenhofen einen Herzinfarkt. Um Sisis Genesung nicht zu gefährden, verheimlicht ihr Franz, dass ihr Vater im Sterben liegt.
Nach dem Begräbnis von Max reist Sisi nach Possenhofen, wo sie erfährt, dass ihr Vater bei einem Pferderennen den Familiensitz an Jockey Georg Basselet von La Rosée verloren hat. Georg wurde auf Schloss Possenhofen geboren, Max hatte den Basselet von La Rosée das Schloss vor Sisis Geburt abgekauft. Der neue Eigentümer gibt den bisherigen Bewohnern drei Monate Zeit, um das Schloss zu räumen. Gegenüber Herzogin Ludovica in Bayern verheimlichen Sisi und ihr Bruder Louis sowohl dessen Verlobung mit der bürgerlichen Mendel als auch die Forderung zur Räumung durch Basselet von La Rosée.
Sisis Schwester Sophie Charlotte schwärmt für König Ludwig, allerdings ist Ludovica gegen eine Beziehung der beiden, ihrer Meinung nach sei König Ludwig ein Satyr. Auch Erzherzogin Sophie ist davon überzeugt, dass König Ludwig Sophie Charlotte niemals heiraten werde. Sisi bittet Georg um eine Revanche auf dem Oktoberfest und bietet eine halbe Million Gulden, doppelt so viel wie Schloss Possenhofen wert ist. Georg will aber nur zustimmen, wenn die Kaiserin hierfür selbst in den Sattel steigt.

#### Folge 20
Georg und Sisi planen ein Pferderennen auf der Theresienwiese, zwei Runden zu je 1000 Meter. Ludovica erwartet von Stallmeisterin Linda deren Kündigung, weil nach dem Tod von Max deren Vereinbarung nicht mehr gilt. Ein Ring von Ludovica soll Linda den Start in ein neues Leben ermöglichen. Erzherzogin Sophie dagegen rät Ludovica, ihre Freunde nah und ihre Feinde näher zu halten und Linda nicht wegzuschicken.
Bei seiner Abreise aus Possenhofen bittet Franz, nicht zu reiten, zumindest bis sie wieder genesen ist. Sophie Charlotte belauscht ein Gespräch zwischen ihren Geschwistern Louis und Sisi, bei dem sie sich über das geplante Pferderennen und die Wette unterhalten. Für ihr Schweigen bittet sie Louis um Unterstützung dabei, König Ludwig für sich zu gewinnen.
Nachdem Stallmeisterin Linda verschwindet, behauptet Ludovica, dass sie in die Kasse gegriffen hatte. Louis lädt seine Mutter in die Oper zur Premiere von Die Walküre mit Henriette Mendel in der Titelrolle ein, er möchte ihr dort seine Verlobte vorstellen. Sisi macht sich auf der Suche nach Linda, nachdem sie ohne sie ihr Rennpferd Avalon nicht unter Kontrolle bringt.
Louis erhält das Angebot, Justizminister zu werden. Dafür muss er allerdings Minister Maillinger von sich überzeugen und auf Vorschlag von König Ludwig dessen Tochter Katharina umwerben. Von Sophie Charlotte übergibt Louis König Ludwig einen Liebesbrief, sie wird daraufhin von ihm zu einer Soirée in Nymphenburg eingeladen. In der Oper treffen Louis und Ludovica auf Minister Maillinger und dessen Tochter, aus dem ursprünglich geplanten Kennenlernen von Henriette und Ludovica wird damit nichts. Später erscheint auch König Ludwig in Begleitung von Sophie Charlotte in der Oper, Ludovica fällt daraufhin in Ohnmacht und die Vorstellung wird unterbrochen.
Sisi gelingt es, Stallmeisterin Linda ausfindig zu machen. Von ihr erfährt sie, dass sie die uneheliche Tochter von Max und damit Sisis Halbschwester ist.

#### Folge 21
Ludovica möchte für Sophie Charlotte einen Platz in der klösterlichen Erziehungsanstalt für Frauen Frauenwörth, damit sie sich ihren Cousin König Ludwig aus dem Kopf schlägt. Erzherzogin Sophie schlägt einige alternative Heiratskandidaten für Sophie Charlotte vor, darunter befindet sich auch Georg Basselet von La Rosée. Auf einem Empfang in Possenhofen soll Sophie Charlotte die Auserwählten kennenlernen.
Mit verstärktem Korsett, um die Lendenwirbel zu schützen, beginnt Sisi mit dem Training für das Pferderennen. Halbschwester Linda kehrt für das Training zurück und fordert 2000 Gulden für sechs Wochen bis zum Rennen, anschließend soll das Rennpferd Avalon ihr gehören, falls Sisi das Rennen gewinnt. 
Henriette löst die Verlobung, nachdem sie bei der Premiere stehen gelassen wurde. Ihrer Meinung nach leben sie und Louis in zwei verschiedenen Welten und Henriette möchte ihre Karriere nicht aufgeben.
König Ludwig lädt Louis und Katharina, die Tochter des Ministers Mallinger, ein, damit sie sich näher kennenlernen. Louis sucht bald darauf Henriette in der Oper auf und gesteht ihr, dass er sie vermisst, die beiden küssen sich leidenschaftlich. Auf dem Empfang lernt Sophie Charlotte mögliche Heiratskandidaten kennen. Der nicht eingeladene König Ludwig erscheint ebenfalls und küsst Sophie Charlotte vor aller Augen. Nachdem er sich so zu ihr bekannt hat, fordert Ludovica die baldmöglichste Vermählung, während Sisi heimlich mit ihrem Wett-Gegner Georg tanzt. Lindas Mutter Adele, die ehemalige Geliebte von Max, wird tot aufgefunden. Sie wurde erschossen, die Tatwaffe ist verschwunden.

#### Folge 22
Stallmeisterin Linda Schwarz wird verdächtigt, ihre Mutter Adele ermordet zu haben und wird von Inspektor Hieronymus von der Kriminalpolizei München festgenommen. Für Sisi stellt sich allerdings die Frage nach dem Motiv. Bei der Frage nach den Alibis erfährt Ludovika von der früheren Verlobten ihres Sohnes Louis. Ludovika wirft Sisi vor, Linda zurückgeholt zu haben. Sisi erzählt ihr daraufhin den Grund, nämlich die Wette ihres Vaters, mit der er Schloss Possenhofen verspielt hatte.
In der Haft gesteht Linda Sisi, dass sie nicht des Geldes wegen zurückgekehrt ist, sondern weil sie diese als starke Frau, die sich in einer von Männer dominierten Welt durchsetzt, bewundert. Sisi bittet Graf Grünne, die Unschuld von Linda zu beweisen. Außerdem hat Ludovika der Polizei gegenüber gelogen, da sie zur Tatzeit nicht wie behauptet in Possenhofen war. Louis erzählt seiner Geliebten Henriette, dass er als Justizminister vorgeschlagen wurde, dafür aber die Tochter des Ministerpräsidenten Mallinger heiraten soll. Henriette stimmt der formalen Verbindung zu und möchte weiterhin seine Geliebte bleiben.
Ludovika bittet Georg Basselet von La Rosée, das geplante Pferderennen abzusagen. Sie möchte in Wien am Hof bei Sisi neu anfangen. Sisi dagegen will Possenhofen nicht als ihren Rückzugsort aufgeben und das Rennen wie ursprünglich geplant stattfinden lassen. 
Sophie Charlotte ist verzweifelt, weil sich König Ludwig seit dem Empfang in Possenhofen nicht mehr bei ihr gemeldet hat. 
Laut Graf Grünne sprechen alle Indizien für Linda als Mörderin ihrer Mutter. Außerdem hat er herausgefunden, dass Ludovika ein Grab ohne Inschrift und ohne Eintrag im Friedhofsregister aufgesucht hat. Sisi möchte, dass er der Sache weiter nachgeht.

#### Folge 23
Sisi besteht weiterhin darauf, das vereinbarte Rennen mit Georg um Schloss Possenhofen stattfinden zu lassen. Graf Grünne hat zwischenzeitlich herausgefunden, dass das anonyme Grab das Grab eines Kindes ist, möglicherweise eines Kindes von Ludovika. Außerdem hat er einen Zeugen ausfindig gemacht, der Ludovika kurz vor der Tat bei Adele gesehen haben will. Ein eindeutiger Schuhabdruck vom Tatort beweist, dass Ludovika am Tatort war. Gegenüber Sisi gibt Ludovika an, zur Tatzeit am Friedhof gewesen zu sein, wobei es dafür keine Zeugen gebe. Ludovika behauptet, Adele nicht ermordet zu haben. Ein Stallknecht bezeugt, dass Max Linda eine Pistole geschenkt hat, das Kaliber passt zu jenem, mit dem Adele ermordet wurde.
Louis hält bei Ministerpräsident Mallinger um die Hand von dessen Tochter Katharina an. Die Beziehung zwischen Louis und Henriette soll als geheime Affäre fortgeführt in werden, damit jeder seine eigene Karriere weiterverfolgen kann. Louis stellt Henriette eine Wohnung als gemeinsames Liebesnest zur Verfügung. Ludovika telegraphiert nach Wien und bittet ihre Schwester Erzherzogin Sophie um Hilfe. Nachdem Franz von dem geplanten Pferderennen erfährt, holt er Sisi nach Wien zurück. Sisi informiert Georg in einem Brief über das abgesagte Rennen.
Nachdem sich König Ludwig bei Sophie Charlotte seit dem Empfang in Possenhofen nicht mehr bei ihr gemeldet hat, sucht sie ihn selbst auf. König Ludwig ist der Meinung, ihr keinerlei Rechenschaft schuldig zu sein. Sophie Charlotte ordnet daher die von Erzherzogin Sophie vorgeschlagenen Heiratskandidaten nach ihrer eigenen Präferenz. Das Ministerkabinett stimmt über Louis als Nachfolger des Justizministers ab. Das Votum fällt einstimmig zugunsten von Louis aus.

#### Folge 24
Zurück in Wien begleitet Sisi Franz auf den Kronlandempfang, wegen der Balkankrise ist die Situation angespannt. Aus Possenhofen erhält Sisi die Nachricht, dass sich Ludovika Inspektor Hieronymus gestellt hat. Stallmeisterin Linda Schwarz wird aus der Haft entlassen. Sisi kehrt daraufhin nach Bayern zurück.
Auf dem Grabtuch des von Grünne gefundenen Grabes eines Kindes findet Sisi die Initialen des vollen Namens ihres Bruders Louis. Ludovika erzählt Sisi, dass nach dem Hausrecht der Familie von Max derjenige den Großteil des Erbes vorzeitig ausbezahlt bekommt, der als erster einen Nachfolger vorweisen kann. Der Sohn von Ludovika lag nach der Geburt reglos in der Wiege. Adele hatte zwei Tage zuvor einen Buben zur Welt gebracht, der ebenfalls ein Sohn von Max war. Sophie half Ludovika damals, alles abzuwickeln. Ludovika musste Adele versprechen, sie im Leben von Max zu akzeptieren. In einem Abschiedsbrief von Adele an ihre Tochter Linda, den sie kurz vor ihrem Tod bei einem Notar hinterlegt haben soll, kündigte sie ihren Suizid an. Ludovika wird daher freigelassen.
Obwohl ihr Franz das Pferderennen verboten hat, besteht Sisi weiterhin auf die Wette und das Rennen mit Georg, dass Sisi schließlich knapp gewinnt. Georg plant nach Amerika auszuwandern und fragt Sisi, ob sie mit ihm kommen möchte. Sie wünscht ihm dafür viel Glück. Auf die Frage, ob er sie das Rennen habe gewinnen lassen, antwortet er, dass sie beide gewonnen hätten. Louis soll als Justizminister vereidigt werden. Er lehnt den Posten allerdings ab, weil ihn sein Herz einen anderen Weg weist. Louis möchte sich endlich öffentlich zu Henriette bekennen. König Ludwig taucht bei Sophie Charlotte auf und gesteht ihr, dass er Angst hat und glaubt, nicht zum König gemacht zu sein.
Sisi erzählt Franz schließlich, dass sie es nicht lange am Wiener Hof aushalten werden, dabei gebe es nur einen Ort, wo sie sich wirklich zu Hause fühle, nämlich bei ihm.

## Produktion und Hintergrund

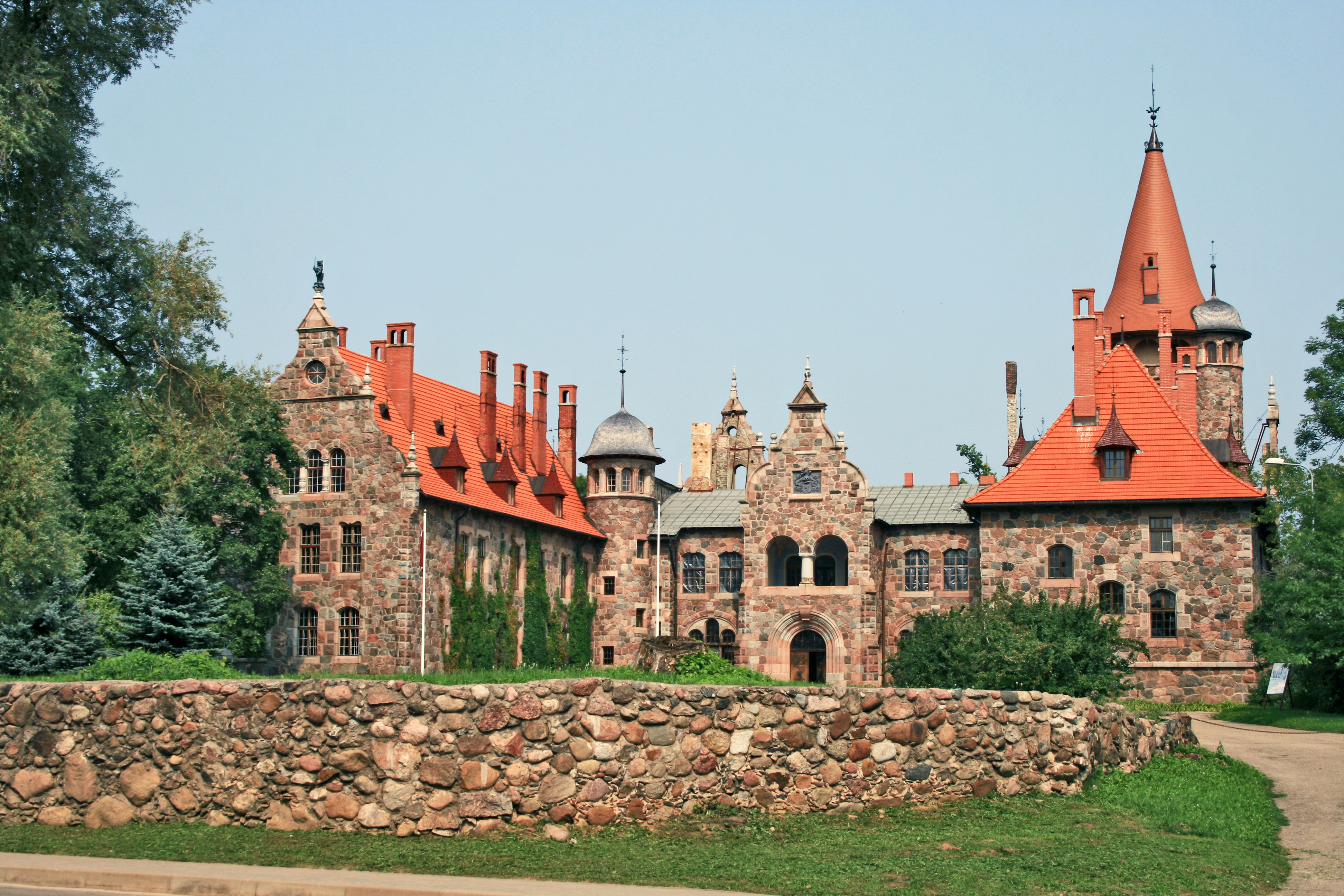
Einer der Drehorte: Schloss Cesvaine

Die bekannteste Verfilmung der Lebensgeschichte von Elisabeth von Österreich-Ungarn erfolgte ab 1955 in der Filmreihe Sissi von Ernst Marischka. Im Jahr 2020 wurden mehrere Neuverfilmungen angekündigt, unter anderem durch RTL.
Die Dreharbeiten zur ersten Staffel fanden von April bis August 2021 in Lettland, Litauen, Österreich, Ungarn und Deutschland statt. Die Szenen, die im historischen Wien spielen, wurden unter anderem aus Kostengründen in Vilnius und Riga gedreht. Die Litauische Nationalphilharmonie und die Universität Vilnius wurden für Außen- und Innenaufnahmen zur Wiener Hofburg. Die Würzburger Residenz diente für die acht Millionen Euro teure Produktion ebenso als Kulisse wie das Berchtesgadener Land. Weitere Drehorte waren Schloss Rundāle und Schloss Cesvaine.
Produziert wurde die Serie von der Story House Pictures für RTL in Zusammenarbeit mit Beta Film, die auch den Weltvertrieb übernahm. Headautoren sind Robert Krause und Andreas Gutzeit, Produzenten Jens Freels und Andreas Gutzeit, der auch als Showrunner fungiert. Kooperationspartner ist der Österreichische Rundfunk (ORF), unterstützt wurde die Produktion vom FFF Bayern und dem German Motion Picture Fund.
Die Kamera führte Michael Schreitel. Für das Szenenbild zeichnete Algirdas Garbačiauskas verantwortlich, für das Kostümbild Metin Misdik, für den Ton Ralf Herrmann und für das Casting Franziska Aigner.
Im Vorfeld der Weltpremiere am Canneseries-Festival schloss Beta Film eine Reihe von Verträgen zur weltweiten Ausstrahlung. Die Rechte für die erste Staffel wurde unter anderem vom italienischen Privatsender-Anbieter Mediaset erworben, von Globoplay in Brasilien, NPO in den Niederlanden, RTL in Ungarn, RTVS in der Slowakei sowie von Viasat World. Dazu kamen Verträge mit VTM in Belgien, TF1 in Frankreich und dem ORF.
Daneben startete Netflix im August 2021 die Dreharbeiten zur Serie The Empress mit Devrim Lingnau und Philip Froissant als jungem Kaiserpaar.
Zum Start der ersten Staffel erschien der Roman Sisi: Das dunkle Versprechen von Elena Hell und Robert Krause, die auch die Drehbücher zur Serie schrieben, ein zweiter Band mit dem Titel Sisi: Verlangen und Verrat sollte im Frühjahr 2022 erscheinen.
Im April 2022 starteten die Dreharbeiten für sechs Folgen der zweiten Staffel, die bis August 2022 in Lettland, Litauen und Polen stattgefunden haben sollen. Im Schauspielensemble waren unter anderem Murathan Muslu als ungarischer Rebellenführer Ödön Körtek, Amanda da Gloria als Gräfin Emanuelle Andrássy und Bernd Hölscher als Otto von Bismarck neu dabei.
In der dritten Staffel übernahm Arian Wegener die Rolle von Rudolf von Österreich-Ungarn, Pauline Werner und Max Hubacher verkörperte das Gaunerpaar Walli und Gustav und Deniz Orta Sisis Weggefährtin Alma, Jakob Geßner den Anführer der Arbeiterbewegung Albert und Daniel Friedrich spielte Erzherzog Franz Karl. Die Dreharbeiten sollten bis August 2023 dauern.
Im Januar 2024 gab RTL die Verlängerung um eine vierte Staffel bekannt, der Start der Dreharbeiten zu sechs Folgen wurde für das Frühjahr 2024 geplant. Für die vierte Staffel wurden Rick Okon, Philine Schmölzer, Klaus Steinbacher, Gustav Schmidt, Antonia Moretti, Eli Riccardi, Sabine Timoteo, Nadja Sabersky und Waldemar Kobus neu verpflichtet. Die Dreharbeiten zur vierten Staffel fanden in Riga, Vilnius und Umgebung sowie Kroatien und Slowenien statt.

## Geschichtlicher Hintergrund
Die geschichtlichen Zusammenhänge werden mit großen erzählerischen Freiheiten behandelt.
Staffel 1
- Das Attentat auf Kaiser Franz Josef I. ereignete sich nicht wie dargestellt auf der Taufe der Prinzessin Sophie, die 1855 stattfand, sondern bereits im Februar 1853.
- Der Statthalter der Lombardei Michael von Strassoldo-Graffemberg, der in der Serie getötet wurde, wurde im wirklichen Leben im Juni 1853 nach Graz versetzt, nachdem eine Revolte im Februar 1853 innerhalb weniger Stunden niedergeschlagen worden war.

- Während sich in der Serie Sisi mit der Prostituierten Fanny anfreundet, war in der Realität die Bürgerliche Franziska „Fanny“ Feifalik lebenslang Friseurin und enge Vertraute der Kaiserin Elisabeth von Österreich-Ungarn.[29] Die historische Fanny wurde auch nicht auf Befehl der Kaiserin hingerichtet und hatte keine Tochter namens Marie, die bei dem österreichischen Kaiserpaar aufgewachsen ist.

- Auch eine Amputation des Unterarms von Karl Ludwig von Grünne ist unbelegt. Er wurde nach der Schlacht von Solferino 1859 seines Amtes als Generaladjutant enthoben.

Staffel 2
- Ein Zusammentreffen von Kaiser Franz Joseph I. von Österreich und seiner Frau Elisabeth mit dem französischen Kaiserpaar in Biarritz hat nie stattgefunden.

- Der Kosename „Sisi“ für Kaiserin Elisabeth war nur innerhalb der Familie gebräuchlich. Die Kaiserin wurde nicht vom Volk mit „Sisi“-Rufen begrüßt oder gefeiert.

- Die in der Serie dargestellte Entführung von Kaiserin Elisabeth und Graf Gyula Andrássy durch revolutionäre Ungarn ist frei erfunden und hat so nie stattgefunden.

- Kaiser Franz Joseph I. von Österreich hat nicht persönlich an der Schlacht bei Königgrätz teilgenommen und wurde auch nicht in der Schlacht verwundet. Ebenso wenig hat ein Eingreifen von ungarischen Truppen in das Schlachtgeschehen stattgefunden. Graf Gyula Andrássy wurde nicht in der Schlacht bei Königgrätz verwundet.

- Kaiserin Elisabeth hat nie in Abwesenheit ihres Gemahls die Regierungsgeschäfte in Wien geleitet.

- Graf Gyula Andrássy hatte keine Schwester namens „Emmanuelle“. Diese Figur wurde von den Machern der Serie erfunden. Graf Andrássy war, als er im Jahre 1866 Kaiserin Elisabeth zum ersten Mal traf, verheiratet. Seine Frau wurde nicht von österreichischen Soldaten geschändet und erhängt, wie in der Serie dargestellt. Sie überlebte ihren Mann.

- Kaiserin Elisabeth suchte nicht zusammen mit ihrer Mutter, Herzogin Ludovika in Bayern, Otto von Bismarck vor der Schlacht bei Königgrätz auf. Diese Begebenheit ist frei erfunden.

- Kaiserin Elisabeth von Österreich ist niemals in ihrem Leben an der Cholera erkrankt.

- Zur Zeit des Ausgleichs mit Ungarn (1867) stand Gräfin Sophie Esterházy-Liechtenstein nicht mehr als Oberhofmeisterin im Dienst von Kaiserin Elisabeth. Sie war Anfang 1862 auf Betreiben der Kaiserin entlassen worden. Die beiden Frauen pflegten kein freundschaftliches Verhältnis miteinander.

- Eine Affäre zwischen Kaiserin Elisabeth von Österreich und Graf Gyula Andrássy wurde zwar häufig kolportiert, ist historisch aber nicht belegt.

Staffel 4
- Die 4. Staffel im Allgemeinen ist chronologisch nicht korrekt. Der Tod von Max Joseph in Bayern lässt vermuten, dass es sich um das Jahr 1888 handelt, in dem die meisten vorkommenden Personen entweder mittleren Alters sind oder wie Sophie Esterházy-Liechtenstein (seit 9 Jahren) und Sophie Friederike von Bayern (seit 16 Jahren) oder Karl Ludwig von Grünne, der nur kurze Auftritte hatte, (seit 4 Jahren) tot.
- Max Joseph in Bayern starb an einem Schlaganfall und nicht wie dargestellt an einem Herzinfarkt.
- Ludwig II. von Bayern ist zu dem Zeitpunkt der 4. Staffel bereits vor 2 Jahren im Starnberger See ertrunken. Dementsprechend kann das Drama mit ihm und Sophie in Bayern ebenfalls nicht zu der Zeit stattgefunden haben.
- Ludwig in Bayern war nie als Bayerischer Justizminister im Gespräch.
- Auch dass Ludwig in Bayern nicht der eheliche Sohn von Max Joseph und Ludovika Wilhelmine ist, ist frei erfunden, ebenso dass letztere in einem Todesfall verwickelt war und unter Hausarrest stand.

| Datum                            | Weltgeschichte                           | Kaiserhaus                                                           |
| -------------------------------- | ---------------------------------------- | -------------------------------------------------------------------- |
| 6. Februar 1853                  | Mailänder Attentat                       |                                                                      |
| 18. Februar 1853                 | Attentat auf Kaiser Franz Joseph I. 1853 |                                                                      |
| 19. August 1853                  |                                          | Verlobung in Ischl                                                   |
| 24. April 1854                   |                                          | Hochzeit in Wien                                                     |
| 5. März 1855                     |                                          | Geburt von Sophie Friederike von Österreich                          |
| 12. Juli 1856                    |                                          | Geburt von Gisela von Österreich                                     |
| 29. Mai 1857                     |                                          | Tod von Sophie Friederike von Österreich                             |
| 17. April 1859 bis 12. Juli 1859 | Sardinischer Krieg                       |                                                                      |
| 24. Juni 1859                    | Schlacht von Solferino                   |                                                                      |
| 1866                             |                                          | Erste Audienz von Gyula Andrássy bei Elisabeth von Österreich-Ungarn |
| 1867                             | Österreichisch-Ungarischer Ausgleich     |                                                                      |

## Besetzung
| Rolle                                    | Staffel 1                 | Staffel 2           | Staffel 3           | Staffel 4           |
| ---------------------------------------- | ------------------------- | ------------------- | ------------------- | ------------------- |
| Kaiserin Elisabeth (Sisi)                | Dominique Devenport       | Dominique Devenport | Dominique Devenport | Dominique Devenport |
| Kaiser Franz Josef                       | Jannik Schümann           | Jannik Schümann     | Jannik Schümann     | Jannik Schümann     |
|                                          |                           |                     |                     |                     |
| Graf Grünne                              | David Korbmann            | David Korbmann      | David Korbmann      | David Korbmann      |
| Erzherzogin Sophie                       | Désirée Nosbusch          | Désirée Nosbusch    | Désirée Nosbusch    | Désirée Nosbusch    |
| Gräfin Esterházy                         | Tanja Schleiff            | Tanja Schleiff      | Tanja Schleiff      | Tanja Schleiff      |
| Fanny                                    | Paula Kober               |                     |                     |                     |
| Herzogin Ludovica in Bayern              | Julia Stemberger          |                     | -                   |                     |
| Herzogin Helene „Néné“ in Bayern         | Pauline Rénevier          |                     |                     |                     |
| Herzog Max in Bayern                     | Marcus Grüsser            | Marcus Grüsser      | Marcus Grüsser      | Marcus Grüsser      |
| Graf Gyula Andrássy                      | Giovanni Funiati          |                     |                     |                     |
| Béla/ Lajos Farkas                       | Yasmani Stambader         |                     |                     |                     |
| Graf Richard zu Schwarzenberg            | Lasse Möbus               |                     |                     |                     |
| Marie                                    | Romy Schroeder            |                     |                     |                     |
| Eugénie de Montijo                       | Marie Sophie von Reibnitz |                     |                     |                     |
| Napoleon III                             | Boris Aljinovic           |                     |                     |                     |
|                                          |                           |                     |                     |                     |
| ungarischer Rebellenführer Ödön Körtek   | -                         | Murathan Muslu      |                     |                     |
| Gräfin Emanuelle Andrássy                | -                         | Amanda da Gloria    |                     |                     |
| Otto von Bismarck                        | -                         | Bernd Hölscher      |                     |                     |
|                                          |                           |                     |                     |                     |
| Rudolf von Österreich-Ungarn             |                           |                     | Arian Wegener       | Arian Wegener       |
| Walli                                    |                           |                     | Pauline Werner      |                     |
| Gustav                                   |                           |                     | Max Hubacher        |                     |
| Alma                                     |                           |                     | Deniz Orta          |                     |
| Albert, Anführer der Arbeiterbewegung    |                           |                     | Jakob Geßner        |                     |
| Erzherzog Franz Karl                     |                           |                     | Daniel Friedrich    |                     |
| Freiherr von Wertheim                    |                           |                     | William Mang        |                     |
| Johann, Alberts Vater                    |                           |                     | Walter Sachers      |                     |
| Louis, Sisis Bruder                      |                           |                     |                     | Rick Okon           |
| Sophie Charlotte, Sisis kleine Schwester |                           |                     |                     | Philine Schmölzer   |
| König Ludwig II.                         |                           |                     |                     | Gustav Schmidt      |
| Georg Basselet von La Rosée              |                           |                     |                     | Klaus Steinbacher   |
| Stallmeisterin Linda Schwarz             |                           |                     |                     | Eli Riccardi        |
| Henriette Mendel                         |                           |                     |                     | Antonia Moretti     |
| Adele Schwarz                            |                           |                     |                     | Sabine Timoteo      |
| Katharina Mailinger                      |                           |                     |                     | Nadja Sabersky      |
| Gisela                                   |                           |                     |                     | Kristina Schroeter  |
| Inspektor Hironymus                      |                           |                     |                     | Waldemar Kobus      |

## Ausstrahlungen
Erste Staffel
Auf RTL+ wurden die Folgen am 12. Dezember 2021 veröffentlicht. Die Free-TV-Erstausstrahlung erfolgte am 23. Dezember 2021 mit drei Folgen im französischen Fernsehen auf TF1, die weiteren drei Folgen sah man am 30. Dezember. Das belgische VTM strahlte drei Doppelfolgen vom 27. bis zum 29. Dezember 2021 aus, im deutschsprachigen Free-TV liefen diese erstmals ebenfalls in drei Doppelfolgen vom 28. bis zum 30. Dezember 2021 auf RTL und im ORF 1.
Zweite Staffel
Vor der Premiere der ersten Staffel gab RTL die Verlängerung um eine zweite Staffel bekannt. Die zweite Staffel wurde am 16. Dezember auf RTL+ veröffentlicht und wurde am 27. und 28. Dezember 2022 im ORF und auf RTL ausgestrahlt.
Dritte Staffel
Die dritte Staffel wurde am 1. Dezember 2023 im Premium-Bereich des Streamingportals RTL+ veröffentlicht und wurde am 27. und 28. Dezember 2023 im ORF und auf RTL ausgestrahlt.
Vierte Staffel
Die vierte Staffel wurde auf RTL+ ab dem 1. Dezember 2024 veröffentlicht und auf RTLup ab dem 9. Dezember 2024 ausgestrahlt. Im ORF wurde diese am 15. und 16. Dezember 2024 erstmals ausgestrahlt.
Ausstrahlung international
| Sender                    | Land                         | Anmerkung            |
| ------------------------- | ---------------------------- | -------------------- |
| RTL/RTL+                  | Deutschland                  | Original auf Deutsch |
| Österreichischer Rundfunk | Österreich                   |                      |
| TF1                       | Frankreich                   |                      |
| VTM                       | Belgien                      |                      |
| Mediaset                  | Italien                      |                      |
| SBS Australia             | Australien                   |                      |
| RTL Klub                  | Ungarn                       |                      |
| MBC group                 | Vereinigte Arabische Emirate |                      |
| NPO 2                     | Niederlande                  |                      |
| TV Globo                  | Brasilien                    |                      |
| Radio Canada ICI-Télé     | Kanada                       | Französische Fassung |

## Rezeption

### Kritiken
Der Sex als bedeutender Bestandteil der Serie findet sich auch in den Kritiken wieder: Stefan Weinberger von der Kronen Zeitung konstatiert „Sex sells“, Jens Maier vom Stern sieht ein „versextes“ Traumpaar, Carolin Ströbele von der Zeit manches als „höchst unglaubwürdig“ und ein „kaiserliche[s] Fifty Shades of Grey“:

„Was folgt, ist ein mit banalen Dialogen durchzogenes Epos, dessen Produzenten offenbar zu viel von der royalen, mit Sexszenen gespickten Netflix-Erfolgsserie „Bridgerton“ gesehen haben.“

„„Sisi“ will augenscheinlich nicht mehr scheinen, als es ist, nämlich gute aktuelle Unterhaltung im Kostüm, bringt aber doch hier und da Mehrwert mit.“

„Schon in der ersten Szene dürfen wir der jungen Kaiserin beim Masturbieren zusehen. Auch sonst wird mit Sexszenen nicht gespart. Die neue Sisi ist nichts für Prüde.“

„Dominique Devenport als Sisi verharrt unentschieden zwischen den Entwürfen ihrer Figur als Revoluzzerin und naiver Verliebter, und Jannik Schürmann [sic!] bewegt sich am Rand der Karikatur.“

Tilmann P. Gangloff vergab auf tittelbach.tv fünf von sechs Sternen und meinte, dass die Serie vor allem wegen der beiden Hauptdarsteller sehenswert sei. Devenport verkörpere Sisi als sympathischen Wildfang, Schümann versehe den Kaiser mit einer reizvollen Abgründigkeit. Auch wenn diese Serie nicht die ganze traurige Wahrheit erzähle, sei sie aber deutlich dramatischer als die verkitschte Heimatfilm-Romanze aus den Fünfzigerjahren.
Ähnlich urteilte Isabella Wallnöfer in der österreichischen Tageszeitung Die Presse. Devenport gebe die angehende Kaiserin als temperamentvollen Teenager mit Sex-Appeal, Schümann den Kaiser als bereits in jungen Jahren hart durchgreifenden Militär und draufgängerischen Verehrer. Regisseur Sven Bohse entstaube das historische Drama, nehme dem Mythos um die Kaiserin den Kitsch und erzähle ihre Geschichte flott, modern und zeitgemäß. Dahingegen bezeichnete der Verhaltensforscher und Fernsehmoderator Antal Festetics, ebenfalls in der Presse, die Serie als „filmische Verblödung“, die „plumpe Verfälschung“ der Geschichte betreibe: „Das Machwerk beinhaltet im Gegensatz zur großspurigen Ankündigung als nun historisch endlich wahrheitstreue Sisi-Story nichts weiter als seines Machers spätpubertäre Sex- und Gewaltfantasien.“
Christoph Brodnjak bewertete die Serie auf filmpluskritik.com mit sieben von zehn Sternen, diese sei absolut kompetent und verpasse der bekannten Geschichte von Kaiserin Elisabeth einen modernen Anstrich. Insbesondere Dominique Devenport könne man darstellerisch nur loben. Durch ihre Mischung aus Melodrama und betontem Realismus sei die Serie allerdings immer wieder etwas uneben, durch die vielen Ereignisse könne sie sich stellenweise durchaus ziehen und man wünsche sich, das Ganze wäre etwas verdichteter präsentiert worden.
Zur dritten Staffel schrieb Birgit Baumann auf DerStandard.at, dass der historische Rahmen überdehnt werde wie ein altes Gummiband, darin habe viel Hanebüchenes Platz. Anfangs sei noch das Bemühen erkennbar, Sisis Emanzipation und somit eine Neuinterpretation der Marischka-Süße zu zeigen. In der zweiten Staffel-Hälfte kippe die Story vollends Richtung Räuberpistole.

### Einschaltquote
Im ORF wurde die Erstausstrahlung der ersten Folge im Dezember 2021 von durchschnittlich 644.000 Personen gesehen, die zweite Folge kam auf 732.000 Zuseher. Die dritte und vierte Folge kamen auf 462.000 bzw. 510.000 Zuseher.
Auf RTL erreichte die erste Folge bei Erstausstrahlung durchschnittlich 2,41 Millionen Zuschauer und die zweite 2,53 Millionen. Die Folgen fünf und sechs fanden 2,04 Millionen bzw. 2,19 Millionen Zuseher.
Die erste Folge der zweiten Staffel erreichte bei Erstausstrahlung im Dezember 2022 auf RTL 1,41 Millionen Menschen bei einem Marktanteil von 7,5 Prozent. Die beiden weiteren Episoden hatten jeweils 1,35 Millionen Zuschauer, der Marktanteil betrug 7,4 und 8,6 Prozent. Die vierte Folge der zweiten Staffel hatte auf RTL 1,39 Millionen Zuseher und einen Marktanteil von 5,1 Prozent.
Die erste Folge der dritten Staffel sahen bei Erstausstrahlung auf RTL 1,07 Millionen Zuschauer, der Marktanteil betrug 5,1 Prozent. Im ORF verzeichneten die ersten beiden Folgen der dritten Staffel je 192.000 Seher bei einem Marktanteil von 8 Prozent.
Abrufzahlen auf RTL+
Die Serie ist laut Aussagen von RTL der bis dato erfolgreichste Fiction-Neustart eines RTL+-Originals.

## Auszeichnungen und Nominierungen
Jupiter-Award 2022
- Auszeichnung in der Kategorie Bester Darsteller (Kino, TV, Streaming) National (Jannik Schümann)[59][60]
- Auszeichnung in der Kategorie Beste Darstellerin (Kino, TV, Streaming) National (Dominique Devenport)[61]
- Auszeichnung  in der Kategorie Beste Serie (TV & Streaming) National

Romyverleihung 2022
- Nominierung in der Kategorie beliebteste Schauspielerin Serie/Reihe (Désirée Nosbusch)[62]
- Nominierung in der Kategorie Entdeckung weiblich (Dominique Devenport)[63]

Blauer Panther – TV & Streaming Award 2022
- Nominierung für den Publikumspreis in der Kategorie Beliebteste Serie[64]

Preis der Deutschen Akademie für Fernsehen 2022
- Nominierung in der Kategorie Stunt (Gerd Grzesczak, Simon Grzesczak, Dennis Grzesczak und Tomas Eremina)[65]

Deutscher Fernsehpreis 2023 (2. Staffel)
- Nominierung in der Kategorie Beste Schauspielerin (Dominique Devenport)[66]
- Nominierung in der Kategorie Beste Schauspielerin (Désirée Nosbusch)
- Nominierung in der Kategorie Beste Regie Fiktion (Sven Bohse, Miguel Alexandre)
- Nominierung in der Kategorie Beste Musik Fiktion (Jessica de Rooij)
- Nominierung in der Kategorie Beste Ausstattung Fiktion (Daiva Petrulyte, Kostüm; Algirdas Garbaciauskas, Szenenbild)